# Hypsibius marcelli
Hypsibius marcelli är en djurart som tillhör fylumet trögkrypare, och som beskrevs av Giovanni Pilato 1990. Hypsibius marcelli ingår i släktet Hypsibius och familjen Hypsibiidae. Inga underarter finns listade i Catalogue of Life.